# Boksen op de Olympische Zomerspelen 1976
Boksen is een van de sporten die beoefend werden tijdens de Olympische Zomerspelen 1976 in Montréal, Canada. 

## Mannen
Uitslagen per gewichtsklasse: 

### lichtvlieggewicht (tot 48 kg)
| rang   | sporter           | land |
| ------ | ----------------- | ---- |
| Goud   | Jorge Hernández   | CUB  |
| Zilver | Li Byong-Uk       | PRK  |
| Brons  | Orlando Maldonado | PUR  |
| Brons  | Payao Poontarat   | THA  |
| 5      | György Gedó       | HUN  |
| 5      | Armando Guevara   | VEN  |
| 5      | Park Chan-hee     | KOR  |
| 5      | Héctor Patri      | ARG  |

### vlieggewicht (tot 51 kg)
| rang   | sporter          | land |
| ------ | ---------------- | ---- |
| Goud   | Leo Randolph     | USA  |
| Zilver | Ramón Duvalón    | CUB  |
| Brons  | Leszek Błażyński | POL  |
| Brons  | David Torosjan   | URS  |
| 5      | Ian Clyde        | CAN  |
| 5      | Ung Jo-Jong      | PRK  |
| 5      | David Larmour    | IRL  |
| 5      | Alfredo Perez    | VEN  |

### bantamgewicht (tot 54 kg)
| rang   | sporter               | land |
| ------ | --------------------- | ---- |
| Goud   | Gu Yong-Ju            | PRK  |
| Zilver | Charles Mooney        | USA  |
| Brons  | Patrick Cowdell       | GBR  |
| Brons  | Viktor Rybakov        | URS  |
| 5      | Stephan Förster       | GDR  |
| 5      | Reynaldo Fortaleza    | PHI  |
| 5      | Chul Soon-hwang       | KOR  |
| 5      | Weerachart Saturngrun | THA  |

### vedergewicht (tot 57 kg)
| rang   | sporter            | land |
| ------ | ------------------ | ---- |
| Goud   | Ángel Herrera      | CUB  |
| Zilver | Richard Nowakowski | GDR  |
| Brons  | Leszek Kosedowski  | POL  |
| Brons  | Juan Paredes       | MEX  |
| 5      | Dave Armstrong     | USA  |
| 5      | Choon Gil-choi     | KOR  |
| 5      | Gheorghe Ciochina  | ROU  |
| 5      | Bratislav Ristić   | YUG  |

### lichtgewicht (tot 60 kg)
| rang   | sporter          | land |
| ------ | ---------------- | ---- |
| Goud   | Howard Davis Jr. | USA  |
| Zilver | Simion Cuțov     | ROU  |
| Brons  | Ace Rusevski     | YUG  |
| Brons  | Vassili Solomin  | URS  |
| 5      | András Botos     | HUN  |
| 5      | Yves Jeudy       | HAI  |
| 5      | Ove Lundby       | SWE  |
| 5      | Tsvetan Tsvetkov | BUL  |

### halfweltergewicht (tot 63.5 kg)
| rang   | sporter            | land |
| ------ | ------------------ | ---- |
| Goud   | Ray Leonard        | USA  |
| Zilver | Andrés Aldama      | CUB  |
| Brons  | Vladimir Kolev     | BUL  |
| Brons  | Kazimierz Szczerba | POL  |
| 5      | Ulrich Beyer       | GDR  |
| 5      | Calistrat Cuțov    | ROU  |
| 5      | József Nagy        | HUN  |
| 5      | Luis Portillo      | ARG  |

### weltergewicht (tot 67 kg)
| rang   | sporter          | land |
| ------ | ---------------- | ---- |
| Goud   | Jochen Bachfeld  | GDR  |
| Zilver | Pedro Gamarro    | VEN  |
| Brons  | Reinhard Skricek | FRG  |
| Brons  | Victor Zilberman | ROU  |
| 5      | Clinton Jackson  | USA  |
| 5      | Mike McCallum    | JAM  |
| 5      | Carmen Rinke     | CAN  |
| 5      | Carlos Santos    | PUR  |

### halfmiddengewicht (tot 71 kg)
| rang   | sporter           | land |
| ------ | ----------------- | ---- |
| Goud   | Jerzy Rybicki     | POL  |
| Zilver | Tadija Kačar      | YUG  |
| Brons  | Rolando Garbey    | CUB  |
| Brons  | Viktor Savtsjenko | URS  |
| 5      | Vasile Didea      | ROU  |
| 5      | Wilfredo Guzmán   | PUR  |
| 5      | Kalevi Kosunen    | FIN  |
| 5      | Alfredo Lemus     | VEN  |

### middengewicht (tot 75 kg)
| rang   | sporter           | land |
| ------ | ----------------- | ---- |
| Goud   | Michael Spinks    | USA  |
| Zilver | Roefat Riskijev   | URS  |
| Brons  | Luis Martínez     | CUB  |
| Brons  | Alec Năstac       | ROU  |
| 5      | Siraj Din         | PAK  |
| 5      | Fernando Martins  | BRA  |
| 5      | Ryszard Pasiewicz | POL  |
| 5      | Dragomir Vujković | YUG  |

### halfzwaargewicht (tot 81 kg)
| rang   | sporter          | land |
| ------ | ---------------- | ---- |
| Goud   | Leon Spinks      | USA  |
| Zilver | Sixto Soria      | CUB  |
| Brons  | Costică Dafinoiu | ROU  |
| Brons  | Janusz Gortat    | POL  |
| 5      | Robert Burgess   | BER  |
| 5      | Wolfgang Gruber  | FRG  |
| 5      | Ottomar Sachse   | GDR  |
| 5      | Juan Suarez      | ARG  |

### zwaargewicht (boven 81 kg)
| rang   | sporter            | land |
| ------ | ------------------ | ---- |
| Goud   | Teófilo Stevenson  | CUB  |
| Zilver | Mircea Şimon       | ROU  |
| Brons  | Clarence Hill      | BER  |
| Brons  | John Tate          | USA  |
| 5      | Peter Hussing      | FRG  |
| 5      | Atanas Suvandzhiev | BUL  |
| 5      | Pekka Ruokola      | FIN  |
| 5      | Rudy Gauwe         | BEL  |

## Medaillespiegel
| rang   | land                     | goud | zilver | brons | totaal |
| ------ | ------------------------ | ---- | ------ | ----- | ------ |
| 1      | Verenigde Staten         | 5    | 1      | 1     | 7      |
| 2      | Cuba                     | 3    | 3      | 2     | 8      |
| 3      | Noord-Korea              | 1    | 1      | 0     | 2      |
| 3      | DDR                      | 1    | 1      | 0     | 2      |
| 5      | Polen                    | 1    | 0      | 4     | 5      |
| 6      | Roemenië                 | 0    | 2      | 3     | 5      |
| 7      | Sovjet-Unie              | 0    | 1      | 4     | 5      |
| 8      | Joegoslavië              | 0    | 1      | 1     | 2      |
| 9      | Venezuela                | 0    | 1      | 0     | 1      |
| 10     | Bermuda                  | 0    | 0      | 1     | 1      |
| 10     | Bulgarije                | 0    | 0      | 1     | 1      |
| 10     | Mexico                   | 0    | 0      | 1     | 1      |
| 10     | Puerto Rico              | 0    | 0      | 1     | 1      |
| 10     | Thailand                 | 0    | 0      | 1     | 1      |
| 10     | Groot-Brittannië         | 0    | 0      | 1     | 1      |
| 10     | Bondsrepubliek Duitsland | 0    | 0      | 1     | 1      |
| totaal | totaal                   | 11   | 11     | 22    | 44     |